# Enrique Revilla Weens

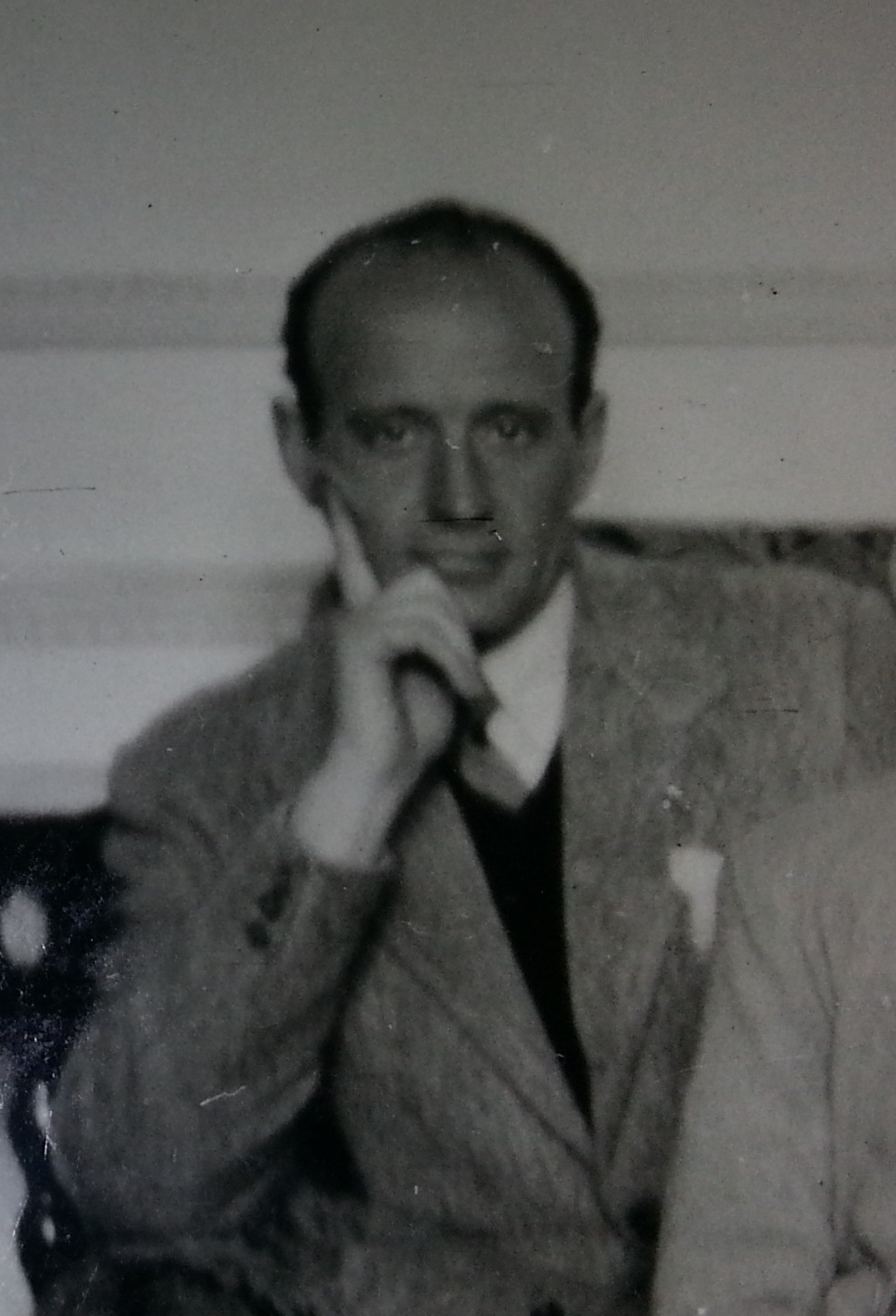
Enrique Revilla Weens en los años cuarenta.

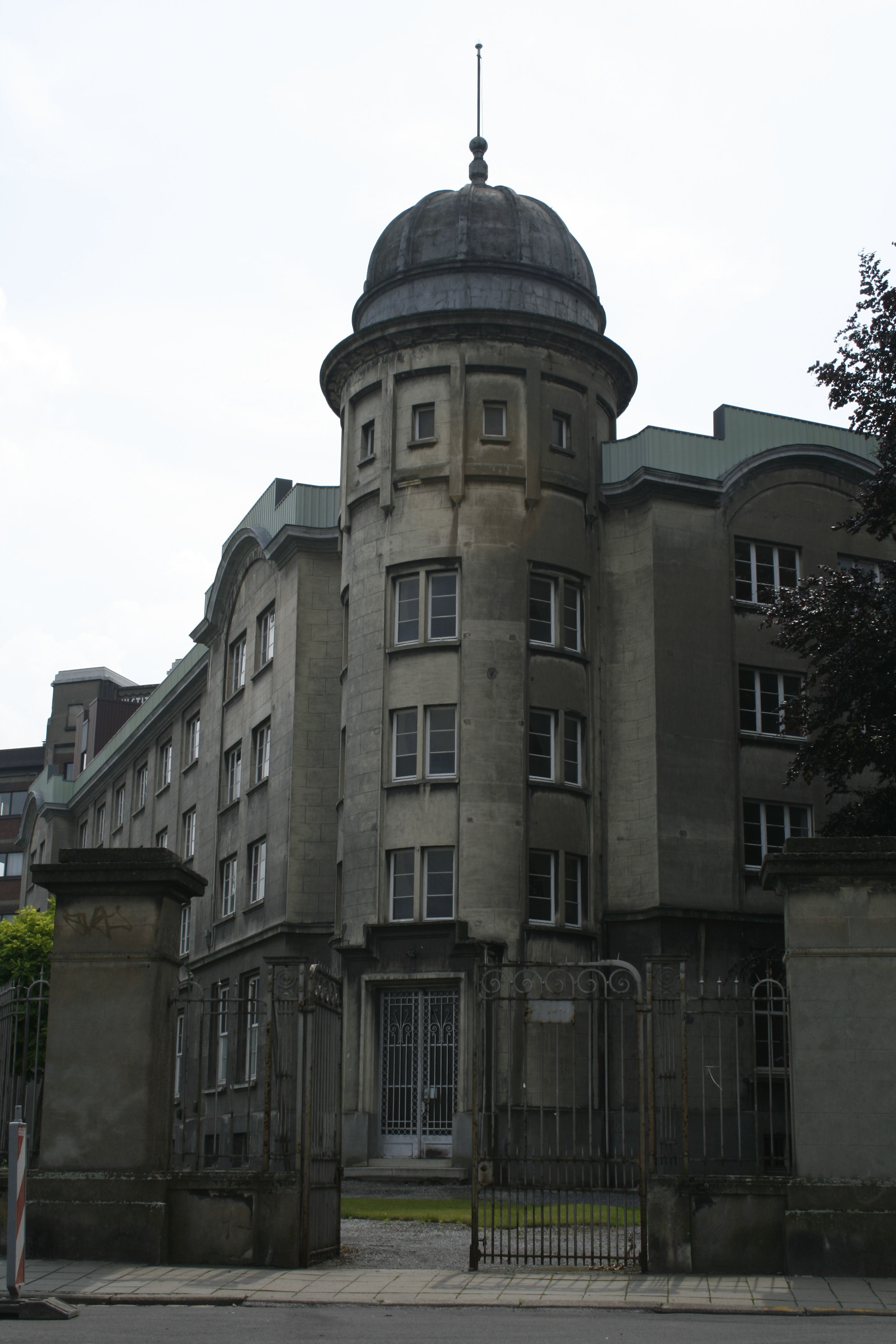
Instituto Gramme de Lieja.

Enrique Revilla Weens (nacido Henri Revilla Weens en Ascain, Francia, 20 de mayo de 1905 – Sevilla, España, 11 de mayo de 2004) fue un ingeniero y deportista vasco, hijo, primo y sobrino nieto de los ingenieros de minas José Revilla Haya, Francisco Rived Revilla y Félix Parent. Aficionado al tenis y consumado pelotari azkaindar. 
Estudió ingeniería industrial en la Escuela Técnica Superior de Ingeniería (ICAI) formando parte de la promoción del exilio. Tras la quema de la sede de la escuela en 1931 partió a Lieja, Bélgica, junto al físico y jesuita José Agustín Pérez del Pulgar, donde continuó sus estudios hasta 1932. Defensor de la corriente alterna frente a la continua, impartió clases en el Instituto Zénobe Gramme de Lieja. A su regreso a España trabajó para la empresa alemana Siemens AG durante la Guerra Civil Española tras la que fundaría su propia empresa, Industrias y Regadíos S. A., en Andalucía. Contrajo matrimonio con la belga Denise Giboreau Delbrouck.